# MreB
MreB — белок, обнаруженный у бактерий, видимо, гомологичный актину, о чём свидетельствует сходство в третичной структуре и сохранение консервативных последовательности в активных сайтах. Сходное строение структуры белка MreB прокариот и актина эукариот, видимо, указывает на общее происхождение соответствующих элементов цитоскелета , Действительно, недавние исследования показали, что белки MreB полимеризуются и формируют нити, которые схожи с актиновыми микрофиламентами.

## Функции
MreB контролирует ширину палочковидных бактерий, таких, как Escherichia сoli. У мутантов Escherichia сoli, имеющих дефектный белок MreB, сферическая форма вместо палочковидной. У бактерий с естественной сферической формой нет гена, кодирующего MreB. Прокариоты с работающим геном МreB могут иметь винтообразную, спиральную форму. Нити MreB находятся под клеточной мембраной бактериальных клеток.